# Regels en riten
Het boek van de Regels en riten (Yili) behoort tot de Confucianistische Klassieken en is samen met de Riten van Zhou en de Optekeningen over de Riten een onderdeel van de Drie Riten, een van de Vijf Klassieken. Het werk bevat een gedetailleerde beschrijving van een aantal rituele ceremonies die van toepassing waren voor de shi (士), de laagste klasse van de aristocratie. De rituelen worden in het boek op directe wijze beschreven, zonder literaire franje of toevoeging van anekdotes (zoals in de Liji). Gedurende de Tang-dynastie kreeg de Yili, net als de Zhouli, een eigen positie binnen de Confucianistische canon.

## Ontstaan van de Yili
Volgens de tradities werd de Yili toegeschreven aan de Hertog van Zhou (Zhou Gong 周公), uit het begin van de Zhou-dynastie. De tekst stamt vermoedelijk echter uit het tijdperk van de Strijdende Staten. Mogelijk is de Yili de enige tekst die is overgebleven uit een verzameling die ceremonies en riten voor alle klassen van de aristocratie bevatte. Dit blijkt uit een van de alternatieve benamingen van de Yili, de Shili (士禮, Riten van de Shi). De historicus Sima Qian vermeldde in zijn Shiji dat er ten tijde van Confucius zo’n volledige verzameling voor alle lagen van de aristocratie bestond. Veel van die teksten golden tijdens de Han-dynastie als verloren, volgens de Shiji vooral als gevolg van de boekverbranding door Qin Shi Huangdi.

### 'Nieuwe-tekst' versie
Na de val van de Qin-dynastie was Gaotang Sheng (高堂生, rond 200 v.Chr.) de geleerde die op dat moment de meeste kennis van de Yili bezat. De door hem overgeleverde versie werd de nieuwe tekst-versie (jinwen) genoemd en bestond uit 17 hoofdstukken. Deze versie werd overgedragen aan Hou Cang (后倉 of 后蒼, fl. 70 v.Chr.), die de tekst weer doorgaf aan drie van zijn eigen volgelingen, Dai De (戴德, ook wel 'Dai de Oudere', 大), Dai Sheng (戴聖, ook wel 'Dai de Jongere', 小) en Qing Pu (慶普). De versie van Qing Pu werd niet meer vermeld door Zheng Xuan (鄭玄, 127–200), de samensteller van de huidige versie van de Yili. Zheng Xuan vermeldde wel een versie van 17 hoofdstukken, afkomstig van Liu Xiang. Hij was de keizerlijke bibliothecaris en een verzamelaar van de 'oude-teksten'. Mogelijk bestond zijn versie uit de 17 hoofdstukken die de 'oude-tekst' versie gemeenschappelijk had met die van de 'nieuwe-tekst'.

### 'Oude-tekst' versie
Tijdens verbouwingen aan het huis van Confucius werden (samen met versies van de Gesprekken, de Shujing en de Xiaojing) ook 39 verloren hoofdstukken van de Yili teruggevonden. Zij waren geschreven in karakters uit de tijd van vóór de Qin-dynastie en werden daarom oude teksten (guwen) genoemd. Volgens de Hanshu bestond die oude tekst versie van de Yili uit 56 hoofdstukken, naar men later aannam de 39 gevonden hoofdstukken plus de 17 door Gaotang Sheng overgeleverde nieuwe tekst hoofdstukken. De oude tekst-versie werd door Liu De (劉德), jongere broer van keizer Wudi (141-86 v.Chr.) overgedragen aan de keizerlijke bibliotheek.

## De huidige versie van de Yili
De huidige versie is samengesteld door Zheng Xuan (鄭玄, 127-200) en bestaat uit de 17 als nieuwe tekst overgeleverde hoofdstukken. Hij heeft bij zijn samenstelling op kritische wijze gebruikgemaakt van zowel de oude tekst als de nieuwe tekst-versies van de betreffende 17 hoofdstukken. Als de teksten verschilden koos hij een van de twee varianten als eigenlijke tekst en vermeldde de andere variant in een opmerking.
Zowel de Zhouli als de Yili zijn tussen 836 en 840 in steen uitgehouwen en in 953 voor het eerst gedrukt. Van een in 175 na chr. in steen uitgehouwen versie van de Yili zijn slechts 79 minieme fragmenten bewaard gebleven.
Net als voor de Zhouli was Jia Gongyan (賈公彦, rond 650) uit de Tang-tijd ook voor de Yili de belangrijkste commentator. Beide werken zijn, voorzien van zijn commentaar, voor het eerst gedrukt tussen 996 en 1001.

## Benamingen van de Yili
Het werk kreeg tussen het einde van de Han- en het begin van de Sui-dynastie allengs Yili als gebruikelijke naam. Gedurende de Han-dynastie was het werk bekend onder een aantal andere benamingen:
- Shihli (士禮), de benaming voor de nieuwe tekst versie die door Gaotang Sheng was overgeleverd.
- Li gujing (禮古經), de benaming door de Hanshu voor de oude tekst versie (in 56 hoofdstukken) en volgens de traditie gevonden in een muur van het huis van Confucius.
- Li (禮) of Lijing (禮經). Met deze benamingen werd gedurende de Han-tijd steeds de Yili bedoeld ter onderscheiding van de Zhouli of Liji. Met name de term Lijing kan door de toevoeging jing (經) verwarring oproepen. Met dit begrip werd echter nooit het geheel van de drie rituele klassieken bedoeld, maar steeds de Yili.
- Quli (曲禮), genoemd door de uiteindelijke redacteur Zheng Xuan.

## Eigen positie binnen de Dertien Klassieken
Toen in 136 v.Chr. de Vijf Klassieken door keizer Wudi (140-88 v.Chr.) werden vastgesteld behoorde de Yili samen met twee andere rituele handboeken, de Zhouli en de Liji, tot één categorie, de Li (riten, innerlijke wellevendheid). Die werden ook wel San Li ('Drie Riten') genoemd. Gedurende de Tang-tijd kregen de Yili en de Zhouli een eigen plaats in de Confucianistische canon die vanaf de Song-tijd Dertien Klassieken werd genoemd.

## Inhoud
De zeventien hoofdstukken van de Yili kunnen worden verdeeld in acht onderdelen, die elk een rituele procedure voor een bepaalde ceremonie beschrijven.

### Kap-ceremonie
Hoofdstuk 1 (shiguanli 士冠禮, de zoon van een gewone officier wordt voorzien van een kap). Een beschrijving hoe een jongen bij het bereiken van zijn puberteit op ceremoniële wijze diende te worden voorzien van een kap. De beschrijving valt uiteen in vier onderdelen:
- Vaststelling van de geschikte datum door middel van waarzeggerij, beschrijving hoe de getuigen moeten worden uitgenodigd en beschrijving van de (uit drie onderdelen bestaande) ceremonie zelf.
- Beschrijving op welke wijze de jongen na de ceremonie zijn familieleden en vrienden moest bezoeken, gevolgd door het geven van de 'omgangsnaam', de naam die de jongen vanaf nu in het openbaar ging gebruiken.
- Beschrijving van varianten op de kap-ceremonie, bijvoorbeeld voor een zoon van een bijvrouw of een weesjongen.
- Algemene notities over het belang van de kap-ceremonie, waarbij vooral benadrukt werd dat de ceremonie voor iedereen ongeacht rang of stand op dezelfde wijze diende te gebeuren.

### Huwelijk
Hoofdstuk 2 (shihunli, 士昏禮 of 士婚禮, huwelijk van een gewone officier), beschrijving op welke wijze verloving en huwelijk van een lid van de klasse der shi diende plaats te vinden.
- Uitwisseling van verlovingsgeschenken, aankondiging van verloving en huwelijk, vaststelling van de geschikte data (door middel van waarzeggerij), het onthaal van de gasten en de ceremoniemeesters, de voorbereidingen voor het feest op de morgen van de ceremonie, het voorstellen van de bruid aan de voorouders van de bruidegom, gezamenlijke binnenkomst van bruid en bruidegom in het huis van de bruidegom, voorbereidingen voor de eigenlijke huwelijksdaad tijdens de huwelijksnacht en het waken van de bruidsmeisjes tijdens die nacht.
- Beschrijving hoe de bruid de volgende dag haar schoonouders moest bezoeken, waarbij ze hen voedsel aanbood. Nadat die het voedsel hadden geproefd, maakte de bruid aanstalten de restanten te eten waarmee zij het gezag van haar schoonouders erkende. Haar schoonvader diende het feitelijk nuttigen echter te verhinderen. De bruid proefde vervolgens van het voedsel dat is bereid door haar schoonmoeder, waarbij uit respect de bruid werd bediend door beide schoonouders. Dit diende te gebeuren in een aparte kamer en uit het zicht van de andere leden van het gezelschap.
- Aanvullende notities over de juiste leeftijd van de bruid, het belang van smetteloze offergaven, beschrijving van de haarspeld waarmee meisjes hun verloving bekendmaakten, de redenen waarom een bruid pas na drie maanden als volwaardig lid van haar schoonfamilie offerandes mag verrichten en de juiste wijze waarop gasten tijdens de huwelijksceremonie dienden te worden aangesproken.

### Afleggen van een bezoek
De hoofdstukken 3, 6 en 10 beschrijven rituelen die horen bij bezoeken.
- Hoofdstuk 3 (shi xiangjian li, 士相見禮 , de ene gewone officier bezoekt een andere gewone officier), beschrijft hoe onderlinge bezoeken van leden van de klasse der shi dienden te verlopen. Hier lag de nadruk op de juiste manier van aanspreken, oogcontact op de juiste momenten en gebaren om op beleefde wijze aan te geven dat men wilde vertrekken.
- Hoofdstuk 6 (yanli, 燕禮, het banket), procedures met betrekking tot een banket dat aan gasten uit andere staten werd gegeven. In aanvullende notities werd een beschrijving gegeven van de vereiste kleding, wie de belangrijkste gast was, waar het banket plaatsvond en de verstrekking van wijn.
- Hoofdstuk 10 (jinli, 覲禮, de audiëntie), rituelen die horen bij een audiëntie door een lid van de klasse der shi bij de keizer.

### Bijeenkomst
Hoofdstuk 4 (Xiang yinjiu li, 鄉飲酒禮, bijeenkomst op het niveau van district), procedures met betrekking tot een bijeenkomst van plaatselijke hoogwaardigheidsbekleders onder leiding van het districtshoofd, gevolgd door opmerkingen over het feestmaal, de daarbij horende muziek en het schenken van de wijn. Verder zijn er aanvullende notities over de juiste wijnvaten, offerandes en volgorde van de zitplaatsen.

### Boogschietwedstrijd
Hoofdstukken 5 en 7, beschrijving hoe een boogschietwedstrijd diende te verlopen (als prikkel om zich verder te bekwamen in deze discipline).
- Hoofdstuk 5 (xiang sheli, 鄉射禮, boogschietwedstrijd op het niveau van district).
  - Rituelen die voorafgaan aan de wedstrijd, zoals het informeren waar en wanneer een wedstrijd gaat plaatsvinden, juiste plaatsing van de schietschijf, ontvangst van gasten, wijn en muziek.
  - De beschrijving van de wedstrijd zelf, waarna het verliezende team wijn geschonken kreeg door de leider het winnende team.
  - Regels met betrekking tot het feestmaal na de wedstrijd.
  - 48 aanvullende notities waarin tot in werkelijk het kleinste detail werd beschreven hoe de wedstrijd diende te verlopen.
- Hoofdstuk 7 (dashe, 大射, de grote boogschietwedstrijd), wijze waarop een boogschietwedstrijd op het hoogste niveau (dat wil zeggen in de hoofdstad) diende te verlopen.

### Staatsbezoek
Hoofdstuk 8 (pinli, 聘禮, bezoeken aan staten), beschrijving hoe een diplomatiek bezoek aan een andere staat diende te verlopen.
- Voorbereiding van het bezoek zoals keuze van de juiste geschenken, instructies aan de diplomaat, regeling van doortocht door andere staten en generale repetitie door de betrokken diplomaat met speciale aandacht voor zijn kleding, ontvangst van geschenken en de terugreis.
- Beschrijving hoe de officiële ontvangst en de eigenlijke diplomatieke gesprekken moesten verlopen.
- Beschrijving hoe de leden van de delegatie van spijs en drank moesten worden voorzien en hoe beleefdheden bij het overhandigen van geschenken en het afscheidsdiner moesten worden uitgewisseld. Hierna werd beschreven hoe het eindverslag diende te worden opgesteld.
- Varianten die een diplomatieke missie kon tegenkomen, zoals een hofhouding in rouw.
- 40 aanvullende notities met details over de te houden toespraken, geschenken en kleding.
- Twee aanvullende hoofdstukken over het officiële banket dat door de heerser van de staat (de 'hertog') aan de teruggekeerde diplomaat werd aangeboden.

### Diner
Hoofdstuk 9 ( gongshi dafu li,公食大夫禮, het diner bij de 'Gong' ('Hertog'), bevat de rituelen die hoorden bij een feest dat werd gegeven door de hoogste in rang binnen de klasse der shih.

### Begrafenis
Hoofdstukken 11-17, rituelen en procedures die horen bij een begrafenis.
- Hoofdstuk 11 (sangfu, 喪服, rouwkleding), regels met betrekking tot de rouwkleding. Het ging hierbij om regels die golden voor alle lagen van de aristocratie. Details die specifiek golden voor één aristocratische klasse, waardoor die zich van andere klassen kon onderscheiden werden niet gegeven. Dit hoofdstuk van de Yili werd later vaak beschouwd als een aparte tekst, los van de Yili als geheel en is als zodanig dan ook vaak apart becommentarieerd.
- Hoofdstuk 12 (shi sangli, 士喪禮, uitvaartplechtigheden voor een shi-officier), de rouwrituelen voor een lid van de klasse der shih.
- Hoofdstuk 13 (jixi li, 既夕禮, uitvaartplechtigheden van de avond), de rouwrituelen die op de avond voor de eigenlijke begrafenis werden gehouden.
- Hoofdstuk 14 (shi yuli, 士虞禮, de offerandes bij het ter ruste leggen), rituelen na de eigenlijke begrafenis van een lid van de klasse der shih.
- Hoofdstuk 15 (tesheng kuishi li, 特牲饋食禮, het ene dier dat als voedsel aan de voorouders wordt geofferd), beschrijving van de offerande van voedsel. Een lid van de klasse der shih mocht slechts offeren aan twee voorafgaande generaties (vader en grootvader). De offerande mocht slechts bestaan uit één varken (het meest gebruikelijke offerdier).
- Hoofdstuk 16 (shaolao kuishi li, 少牢饋食禮, het kleine aantal dieren dat als voedsel aan de voorouders wordt geofferd), beschrijving van de riten die waren voorbehouden aan de hoogsten in rang binnen de klasse der shi (de tai fu en de ch’ing). Zij mochten behalve aan de vader en de grootvader ook offeren aan de Grote Voorouder, de eerste voorouder die de vader, de grootvader en alle generaties voorafgaande aan de grootvader vertegenwoordigde.
- Hoofdstuk 17 (yousi che, 有司徹, de bediende maakt de weg vrij), beschrijft de ceremonies om respect te tonen aan diegene die bij de begrafenis de rol van de overledene vertolkte. Dit hoofdstuk heeft geen eigen naam en werd meestal beschouwd als het tweede deel van hoofdstuk 16 (shao).

## Vertalingen
Er zijn drie vertalingen in westerse talen:
- (fr)  Harlez, Charles Joseph de, Cérémonial de la Chine antique avec extraits des meilleurs commentaires traduit pour la première fois, Parijs (Jean Maisonneuve), 1890.
- (fr)  Couvreur, Séraphin, I-li, Cérémonial, Hsien hsien (Imprimerie de la Mission Catholique) 1916, tweede editie 1928, herdruk Parijs (Cathasia) 1951 (reeks: Les humanités d'extrême-orient).
- (en)  Steele, John, The I-Li, or Book of Etiquette and Ceremonial, Londen (Probsthain and Co.), 1917, twee delen (Probsthain's Oriental series, vol. 8).